# Leonard Matlovich
Leonard Phillip Matlovich, né le 6 juillet 1943 et mort le 22 juin 1988, est un américain vétéran de la guerre du Viêt Nam, instructeur en relations raciales et récipiendaire du Purple Heart et de la Bronze Star. Il est le premier militaire américain ouvertement gay, s'étant notamment volontairement engagé dans l'armée pour lutter contre l'interdiction des homosexuels, et peut-être l'homme ouvertement homosexuel le plus connu aux États-Unis dans les années 1970 au côté d'Harvey Milk. Son combat pour rester dans l'US Air Force après son coming out devient une cause célèbre autour de laquelle la communauté gay s'est ralliée. Son cas donne lieu à des articles dans des journaux et des magazines de tout le pays, à de nombreuses interviews télévisées et à un téléfilm sur NBC. Sa photographie est apparue sur la couverture du numéro du 8 septembre 1975 du magazine Time, faisant de lui un symbole pour des milliers de militaires gays et lesbiens et pour les homosexuels en général,,,. Matlovich est dans le même temps la première personne ouvertement homosexuelle à apparaître sur la couverture d'un magazine d'information américain,. Selon l'auteur Randy Shilts, "c'est la première fois que le mouvement des jeunes homosexuels faisait la couverture d'un grand hebdomadaire d'information. Pour un mouvement qui lutte toujours pour sa légitimité, l'événement marque un tournant majeur". En octobre 2006, Matlovich est honoré par le LGBT History Month comme un leader dans l'histoire de la communauté LGBT.

## Biographie
- Castañeda, Laura and Susan B. Campbell. "No Longer Silent: Sgt. Leonard Matlovich and Col. Margarethe Cammermeyer." In News and Sexuality: Media Portraits of Diversity, 198–200. Sage, 2005,  (ISBN 1-4129-0999-6).
- Hippler, Mike. Matlovich: The Good Soldier, Alyson Publications Inc., 1989,  (ISBN 1-55583-129-X)
- Miller, Neil. "Leonard Matlovich: A Soldier's Story." In Out of the Past: Gay and Lesbian History from 1869 to the Present, 411–414. Virginia: Vintage Books, 1995,  (ISBN 0-679-74988-8)
- Shilts, Randy. Conduct Unbecoming: Gays and Lesbians in the US Military, Diane Publishing Company, 1993,  (ISBN 0-7881-5416-8)
- Sergeant Matlovich vs. the U.S. Air Force, made-for-television dramatization directed by Paul Leaf, written by John McGreevey, starring Brad Dourif in title role. Originally aired on NBC, August 21, 1978.
- The Strange History of Don't Ask, Don't Tell, HBO television documentary directed by Fenton Bailey and Randy Barbato. Originally aired September 20, 2011.